# Concurso Internacional de Piano Frédéric Chopin

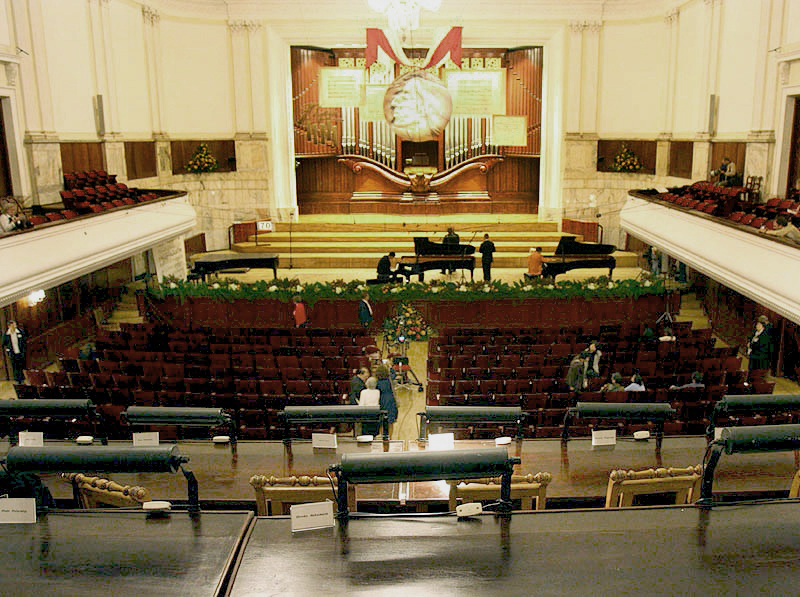
Sala principal de la Filarmónica Nacional, Varsovia, durante la XVI Edición del concurso, en 2005.

El Concurso Internacional de Piano Frédéric Chopin (en polaco Międzynarodowy Konkurs Pianistyczny im. Fryderyka Chopina) es uno de los más antiguos y prestigiosos concursos de piano del mundo. Se celebra en Varsovia desde 1927 y a partir de 1955 se estableció que tuviera una periodicidad quinquenal.
Fue fundado por el pianista, profesor y compositor polaco Jerzy Żurawlew en homenaje al gran compositor polaco Frédéric Chopin y a su instrumento predilecto, el piano. Es este uno de los muy pocos concursos consagrados a un solo compositor. El tribunal está compuesto por tres grandes pianistas convocados para la ocasión, así como profesores prestigiosos. El concurso posee dos fases o pruebas eliminatorias, en las que, en la primera hay ochenta concursantes (debiendo realizar cada uno una audición que no sobrepase los veinte minutos), accediendo a la prueba final sólo doce de ellos. Cada fase comporta una lista de obras chopinianas que deben ser ejecutadas obligatoriamente, siendo en la final uno de sus dos conciertos para piano. 
La mayoría de galardonados con el primer premio se han convertido en figuras internacionales del piano. La edición del año 1980 ha sido la más polémica de la historia de este concurso, dado que algunos componentes del jurado, entre estos la ganadora de la edición de 1965, la pianista Martha Argerich, quien incluso llegó a dimitir como miembro de tal tribunal en este momento, demostraron una gran indignación ante la eliminación injusta del pianista croata Ivo Pogorelich en la semifinal del concurso.
La orquesta que acompaña a los solistas es, desde la primera edición, la Orquesta Filarmónica Nacional de Varsovia.

## Mejores premios por año
| Año  | 1.º                                                                                        | 2.º                                                                                        | 3.º                                                                                        | 4.º                                                                                        | 5.º                                                                                        | 6.º                                 |
| ---- | ------------------------------------------------------------------------------------------ | ------------------------------------------------------------------------------------------ | ------------------------------------------------------------------------------------------ | ------------------------------------------------------------------------------------------ | ------------------------------------------------------------------------------------------ | ----------------------------------- |
| 1927 | Lev Oborin                                                                                 | Stanisław Szpinalski                                                                       | Róża Etkin                                                                                 | Grigory Ginzburg                                                                           | Desierto                                                                                   | Desierto                            |
| 1932 | Aleksandr Yuninski (c)                                                                     | Imré Ungár (c)                                                                             | Bolesław Kon                                                                               | Abram Lufer                                                                                | Lajos Kentner                                                                              | Leonid Sagalov                      |
| 1937 | Yakov Zak                                                                                  | Rosa Tamarkina                                                                             | Witold Małcużyński                                                                         | Lance Dossor                                                                               | Agi Jambor                                                                                 | Edith Picht-Axenfeld                |
| 1942 | No hubo competición por la ocupación de Polonia por la Alemania Nazi y la Unión Soviética. | No hubo competición por la ocupación de Polonia por la Alemania Nazi y la Unión Soviética. | No hubo competición por la ocupación de Polonia por la Alemania Nazi y la Unión Soviética. | No hubo competición por la ocupación de Polonia por la Alemania Nazi y la Unión Soviética. | No hubo competición por la ocupación de Polonia por la Alemania Nazi y la Unión Soviética. |                                     |
| 1949 | Bella Davidovich (ex-a.) Halina Czerny-Stefańska                                           | Barbara Hesse-Bukowska                                                                     | Waldemar Maciszewski                                                                       | Georgy Muravlov                                                                            | Władysław Kędra                                                                            | Ryszard Bakst                       |
| 1955 | Adam Harasiewicz                                                                           | Vladimir Ashkenazy                                                                         | Fou Ts'ong                                                                                 | Bernard Ringeissen                                                                         | Naum Shtarkman                                                                             | Dmitry Paperno                      |
| 1960 | Maurizio Pollini                                                                           | Irina Zaritskaya                                                                           | Tanya Achot-Harutunian                                                                     | Li Min-Chan                                                                                | Zinayda Ignatyeva                                                                          | Valeri Kastelsky                    |
| 1965 | Martha Argerich                                                                            | Arthur Moreira Lima                                                                        | Marta Sosińska                                                                             | Hiroko Nakamura                                                                            | Edward Auer                                                                                | Elżbieta Głąbówna                   |
| 1970 | Garrick Ohlsson                                                                            | Mitsuko Uchida                                                                             | Piotr Paleczny                                                                             | Eugene Indjic                                                                              | Natalya Gavrilova                                                                          | Janusz Olejniczak                   |
| 1975 | Krystian Zimerman                                                                          | Dina Joffe                                                                                 | Tatyana Fedkina                                                                            | Pavel Gililov                                                                              | Dean Kramer                                                                                | Diana Kacso                         |
| 1980 | Dang Thai Son                                                                              | Tatyana Shebanova                                                                          | Arutyun Papazyan                                                                           | Desierto                                                                                   | Akiko Ebi Ewa Pobłocka (ex-a.)                                                             | Eric Berchot Irina Pietrova (ex-a.) |
| 1985 | Stanislav Bunin                                                                            | Marc Laforet                                                                               | Krzysztof Jabłoński                                                                        | Michie Koyama                                                                              | Jean-Marc Luisada                                                                          | Tatyana Pikayzen                    |
| 1990 | Desierto                                                                                   | Kevin Kenner                                                                               | Yukio Yokoyama                                                                             | Corrado Rollero Margarita Shevchenko (ex-a.)                                               | Anna Malikova Takako Takahashi (ex-a.)                                                     | Caroline Sageman                    |
| 1995 | Desierto                                                                                   | Philippe Giusiano Alexei Sultanov (ex-a.)                                                  | Gabriela Montero                                                                           | Rem Urasin                                                                                 | Rika Miyatani                                                                              | Magdalena Lisak                     |
| 2000 | Yundi Li                                                                                   | Ingrid Fliter                                                                              | Alexander Kobrin                                                                           | Sa Chen                                                                                    | Alberto Nosè                                                                               | Mika Sato                           |
| 2005 | Rafał Blechacz                                                                             | Desierto                                                                                   | Dong-Hyek Lim Dong Min Lim (ex-a.)                                                         | Shohei Sekimoto Takashi Yamamoto (ex-a.)                                                   | Desierto                                                                                   | Ka Ling Colleen Lee                 |
| 2010 | Yulianna Avdeeva                                                                           | Lukas Geniušas Ingolf Wunder                                                               | Daniil Trifonov                                                                            | Evgeni Bozhanov                                                                            | François Dumont                                                                            | Desierto                            |
| 2015 | Seong-Jin Cho                                                                              | Charles Richard-Hamelin                                                                    | Kate Liu                                                                                   | Eric Lu                                                                                    | Tony Yike Yang                                                                             | Dmitry Shishkin                     |
| 2021 | Bruce (Xiaoyu) Liu                                                                         | Alexander Gadjiev Kyōhei Sorita (ex-a.)                                                    | Martín García García                                                                       | Aimi Kobayashi Jakub Kuszlik (ex-a.)                                                       | Leonora Armellini                                                                          | J J Jun Li Bui                      |
| 2025 | (Pendiente de ocurrir)                                                                     |                                                                                            |                                                                                            |                                                                                            |                                                                                            |                                     |